# Al Habtoor Tennis Challenge 2013
L'Al Habtoor Tennis Challenge 2013 è stato un torneo di tennis facente parte della categoria ITF Women's Circuit nell'ambito dell'ITF Women's Circuit 2013. Il torneo si è giocato a Dubai negli Emirati Arabi Uniti dall'11 al 17 novembre 2013 su campi in cemento e aveva un montepremi di 75 000 $.

## Partecipanti

### Teste di serie
| Nazionalità | Giocatrice               | Ranking* | Testa di serie |
| ----------- | ------------------------ | -------- | -------------- |
| Slovacchia  | Jana Čepelová            | 94       | 1              |
| Austria     | Patricia Mayr-Achleitner | 99       | 2              |
| Kazakistan  | Julija Putinceva         | 105      | 3              |
| Ucraina     | Nadežda Kičenok          | 107      | 4              |
| Slovenia    | Tadeja Majerič           | 113      | 5              |
| Croazia     | Petra Martić             | 116      | 6              |
| Germania    | Anna-Lena Friedsam       | 126      | 7              |
| Russia      | Nina Bratčikova          | 137      | 8              |

- Ranking al 4 novembre 2013.

### Altre partecipanti
Giocatrici che hanno ricevuto una wild card:
- Maria Elena Camerin
- Angelina Gabueva
- Kira Nagy
- Sofia Sabljarević

Giocatrici che sono passate dalle qualificazioni:
- Fatma Al-Nabhani
- Elena Bogdan
- Dayana Sedova
- Ekaterina Yashina
- Maria Concepcion Bulilan (lucky loser)

## Vincitrici

### Singolare
Jana Čepelová ha battuto in finale  Maria Elena Camerin con il punteggio di 6–1, 6–2

### Doppio
Vitalija D'jačenko /  Ol'ga Savčuk hanno battuto in finale  Ljudmyla Kičenok /  Nadežda Kičenok con il punteggio di 7–5, 6–1